# Сарайки (Нижегородская область)
Сарайки  — деревня в Воротынском районе Нижегородской области, в составе Красногорского сельсовета. Название происходит не от слова "сарай", как думают многие, а от караван-сарая ( гостиницы ), где в далекие монгольские времена останавливались ордынские чиновники.  

## Географическое положение
Деревня Сарайки расположена в 1 км к югу от федеральной трассы «Волга» и в 19 км к западу от районного центра Воротынец.

## История
В сторону реки Имзы от деревни находится Татарское озеро, которое, по местному преданию выкопали татары - собиратели дани, и в котором они купали своих лошадей. Около озера находили ржавые сабли и мечи, что указывает на место поселения, а возможно, и древнего сражения.